# Ácido xántico
El término ácido xántico indica una clase de compuestos orgánicos caracterizados por tener la fórmula ROC(=S)SH. Más precisamente si trata de O-ésteres del 'ácido ditiocarbónico. La pérdida de un átomo de hidrógeno se origina en el anión xantato. No se recomienda el uso de este término por IUPAC, considerado obsoleto.

## Nota
1. ↑   «xanthic acids». Consultado el 1 de junio de 2010.

- Portal:Química. Contenido relacionado con Química.

- Datos: Q3604565